# Paličje
Paličje tudi predálčje je v inženirstvu konstrukcija, ki je sestavljena iz več elementov – palic. Palica je nosilni element, ki je členkasto vpet na obeh straneh. Poznamo dve vrsti paličij: ravninske in prostorske.

## Zgodovina
V antiki je bila palična konstrukcija uporabljena pri gradnji streh. Stari Grki niso poznali trikotnega vešala, svoje strehe so oblikovali kot dvokapnico, podprto s sistemom prosto ležečih nosilcev položenih na zid.
Rimljani  so tam, kjer za ostrešje niso uporabili kupole ali obokov, uporabili trikotno vešalo. Bilo je lahko in je omogočalo premoščanje večjih razponov. Palične konstrukcije pa so uporabljali tudi pri izdelavi opažev in odrov, ki so bili potrebni za izdelavo kupol in obokov.
Tudi v kasnejših obdobjih v arhitekturi, je bila palična konstrukcija koristno uporabljena. Pri gradnji zgodnjekrščanskih bazilik je bilo najučinkovitejše sredstvo za prekrivanje velikih ladij. Lepo ohranjen primer je bazilika San Apollinare v Raveni.
Med 7. in 10. stoletje so predvsem na severu Evrope zgradili množico lesenih cerkva. Bile so mojstrske stvaritve lesenih paličnih konstrukcij. Še danes so ohranjene predvsem na Norveškem.

## Značilnosti
Paličje je sestavljeno iz običajno (vendar ne nujno) ravnih palic, povezanih v členkih. Običajno (vendar ne nujno) so sestavljena iz trikotnikov zaradi strukturne stabilnosti te oblike in dizajna. Trikotnik je najpreprostejši geometrijski lik, ki ne spreminja oblike, če so dolžine stranic fiksne.

### Ravninsko paličje
Najenostavnejša oblika konstrukcije je en trikotnik. Ta vrsta paličja se kaže v okvirju strehe, ki jo sestavljajo špirovci in stropniki, in v drugih mehanskih konstrukcijah, kot so kolesa in letala. Zaradi stabilnosti te oblike in metode analiz, ki se uporabljajo za izračun sil, ki delujejo v njem. Okvirji so v celoti sestavljeni iz trikotnikov, ki so znani kot preprosto paličje. Preprosto paličje je pogosto opredeljeno bolj restriktivno, saj je lahko izvedeno z zaporednim dodajanjem parov členov, vsak povezan z dvema obstoječima zgloboma in drug na drugega. Tradicionalna diamantna oblika okvirja dvokolesa, ki uporablja dva nasprotna trikotnika, je primer preproste konstrukcije.
Ploskovno paličje leži v eni ravnini. Običajno se uporablja v parih, da tvori streho in most.
Globina konstrukcije ali višina med zgornjo in spodnjo palico je tisto, kar daje učinkovito strukturno obliko. Običajen nosilec ali gred enake nosilnosti bi bil precej težji in dražji v primerjavi s paličjem.

### Prostorsko paličje
Prostorsko paličje je trirazsežni okvir iz palic, pripetih na koncih. Tetraeder je najenostavnejša oblika prostorskega paličja, ki je sestavljeno iz šestih palic, ki izpolnjujejo štiri členke. Velike ploskovne konstrukcije so lahko sestavljene iz tetraedrov s skupnimi robovi in so uporabni tudi v osnovnih konstrukcijah velikih samostojnih stebrov daljnovodov.
- Enostaven tetraeder
- Shema ploskovnega prostorskega paličja, kot se uporablja za strehe
- Steber daljnovoda - tridimenzionalna palična konstrukcija

## Tipi
Obstajata dve osnovni vrsti paličja:
- Dvokapno paličje ali enostavno paličje se odlikuje po trikotni obliki. Najpogosteje se uporablja za strešne konstrukcije. Pogoste tipe paličja poimenujejo tudi glede na njihovo mrežno konfiguracijo. Velikost tramov in mrežno konfiguracijo določijo glede na razpon, obremenitev in razmik.
- Paličje z vzporednimi nosilci ali plosko paličje je dobilo ime po vzporednih zgornjih in spodnjih nosilcih. Pogosto se ga uporablja za stropne konstrukcije.

Kombinacija obeh je porezano paličje, uporabljeno v čopu strešne konstrukcije. S kovinsko ploščo povezan les paličja je ostrešje ali strop, katerega lesni elementi so povezani s povezovalnimi kovinskimi ploščami.

### Paličje Pratt
Pališče tipa Pratt sta leta 1844 patentirala dva bostonska železniška inženirja, Caleb Pratt in njegov sin Thomas Willis Pratt. Oblika uporablja vertikalne palice za tlak in horizontalne palice za odziv na napetost. Kar je izjemno pri tej obliki je, da je ostala priljubljena tako v lesu, železu kot jeklu. Priljubljenost tega paličja je verjetno tudi posledica dejstva, da je konfiguracija palic taka, da so diagonalne palice le v napetosti glede na težo bremena. To omogoča, da so te palice učinkovitejše. Konfiguracija Pratt paličja je običajno najbolj učinkovita pod statično, navpično obremenitvijo.
Most Southern Pacific Railroad v Tempe, Arizona je 393 metrov dolgo paličje, zgrajeno leta 1912. Konstrukcija je sestavljena iz devetih Pratt paličnih nosilcev različnih dolžin. Most je v uporabi še danes.
Wright Flyer je uporabil Pratt paličje v konstrukciji krila, kot minimizacijo dolžine palic in dovoljenega tlaka za nižji zračni upor.

### Tetivno paličje
Imenovano po njihovi obliki tetive v paličju, ki so bile prvič uporabljene za obokane palične mostove.
Med drugo svetovno vojno je bilo uporabljenih tisoče paličij za izdelavo ukrivljenih streh letalskih hangarjev in za druge vojaške objekte. Obstaja veliko različic izvedbe sistema palic, ki povezujejo vozlišča zgornjega loka s tistimi v spodnjih ravnih palicah, od skoraj enakokrakega trikotnika do varianto Pratt paličja.

### Vešalo in razpiralo
Ena najpreprostejših oblik paličja je trikotno vešalo, sestavljena iz dveh poševnih podpor nagnjenih v skupno točko z navpično podporo.
Paličje tipa razpiralo je podobno vešalu le da ima dve verikalni podpori, povezani z vodoravno palico, stranski palici pa nagnjeni proti središču konstrukcije. Temeljna razlika je vodoravna palica na sredini, ki zagotavlja mehansko stabilnost. To paličje je primerno le za relativno kratke razpone.

### Lečasto paličje
Lečasto paličje, patentiral ga je leta 1878 William Douglas (čeprav je bil most Gaunless iz leta 1823 prvi take konstrukcije), ima zgornjo in spodnjo tetivo sestavljeno iz palic, ki tvorijo obliko leče. Lečasto oblikovano paličje pri mostu se lahko razteza nad in pod voziščno konstrukcijo.

### Mestno predalčno paličje
Ameriški arhitekt Ithiel Town je avtor mestnega predalčnega paličja kot alternativo težkim lesenim mostovom. Obliko je patentiral leta 1820 in 1835. Uporablja deske enostavne za rokovanje in razporejene po diagonali s kratkimi presledki med njimi.

### Paličje Vierendeel
Paličje tipa Vierendeel je konstrukcija, kjer palice ne tvorijo trikotnikov ampak pravokotne odprtine in okvir s fiksnimi členi, ki prenašajo upogibne momente. Kot tak ne ustreza natančno opredelitvi paličja. Ta tip konstrukcije se imenuje po belgijskem inženirju Arthurju Vierendeelu, ki je razvil model v letu 1896. Uporaben je za mostove. Je redek zaradi višjih stroškov v primerjavi s trikotnimi paličji.
Uporabnost tega tipa konstrukcije v stavbah je, da velik obseg zunanjega ovoja ostane neoviran in se lahko uporablja za okna in vrata, kar je težje pri izvedbi s poševnimi palicami.

## Paličje v gradbeništvu in strojništvu
Palične konstrukcije v gradbeništvu imajo nizko težo v primerjavi z drugimi konvencionalnimi metodami gradnje. Slabost je njegov večji prostorski obseg v primerjavi z masivnimi konstrukcijami. Poseben izziv v vsaki palični konstrukciji je oblikovanje vozlišč, saj morajo praviloma prenesti velike sile, ki se prenašajo med palicami. Čeprav je večina paličij iz jekla, obstajajo tudi lesene konstrukcije, kot so leseni mostovi, razgledni stolpi ali lebdeča strehe dvoran.
Do danes se je paličje uporabljalo pri gradnji:
- stropov dvoran
- mostov
- stebrov
- žerjavov in drugih pristaniških objektov in na gradbiščih
- daljnovodnih stebrov
- telekomunikacijskih drogov
- stolpov vetrnih turbin
- hiš, izdelanih v slogu Fachwerk – predalčna lesena gradnja

## Galerija
- Bank of China Tower, Hongkong ima vidno palično konstrukcijo.
- HSBC Main Building, Hongkong ima navzven vidno nosilno konstrukcijo.
- Podpora struktura pod Auckland Harbour Bridge.
- Auckland Harbour Bridge z otoka Watchman, zahodno od njega.
- Most v Noia, Galicija
- Most Victoria v Nutana, Saskatoon, Kanada
- Strešno paličje v eni od stav Cluny Abbey, Francija.
- Prerez skozi ostrešje Woodlands Mall.
- Steber daljnovoda